# Alejandro Ortiz
Alejandro 'Álex' Ortiz Ramos (ur. 13 listopada 1990 w Sewilli) – hiszpański piłkarz występujący na pozycji pomocnika w CD Mirandés.